# NGC 3929
NGC 3929 ist eine elliptische Galaxie mit ausgedehnten Sternentstehungsgebieten vom Hubble-Typ E im Sternbild Löwe nördlich der Ekliptik. Sie ist schätzungsweise 314 Millionen Lichtjahre von der Milchstraße entfernt und hat einen Durchmesser von etwa 55.000 Lj.

Im selben Himmelsareal befinden sich u. a. die Galaxien NGC 3940, NGC 3946, IC 742, IC 2968.

Das Objekt wurde am 4. Dezember 1861 von Heinrich Louis d’Arrest entdeckt.